# Ricardo Bhaly
 (décembre 2018).
Si vous disposez d'ouvrages ou d'articles de référence ou si vous connaissez des sites web de qualité traitant du thème abordé ici, merci de compléter l'article en donnant les références utiles à sa vérifiabilité et en les liant à la section « Notes et références ».
Koffi Bhaly Ricardo Obiang est un combattant de Wushu Sanda ivoirien né le 25 août 1993 à Abidjan.
En 2018, il est le champion africain des plus de 90 kg au championnat africain des clubs à Agadir au Maroc.

## Biographie
Koffi Bhaly Ricardo Obiang né le 25 août 1993 en Côte d'Ivoire originaire du centre-ouest de la Côte d'Ivoire est titulaire d'un baccalauréat littéraire au lycée municipal de Koumassi. Après son Bac, il étudie la criminologie à l'université située à Cocody mais se voit arrêter ses études pour se consacrer à sa passion : le sport. Après plusieurs pratiques et participations dans différents sports et compétitions au niveau national, il trouve sa voie dans le Wushu Sanda. Dès sa première participation officielle, au championnat national de Côte d'Ivoire de Wushu Sanda en 2016, il remporte le titre de vice-champion, après s'être blessé en demi-finale.
Il revient en 2017 pour le championnat national où il décroche cette fois-ci la médaille d’or. Peu après celui-ci, en juillet 2017, il remporte la médaille d’or à la 6e édition du championnat d’Afrique à Cotonou au Bénin. Ce titre le qualifie d’office dans sa catégorie pour concourir à la 14e édition du championnat mondial de Wushu Sanda à Kazan en Russie. Par faute de moyens, à la dernière minute il ne pourra pas y participer.

## Palmarès
Ricardo Bhaly a remporté plusieurs titres dans la catégorie des plus de 90 kg :
- vice-champion de Côte d'Ivoire en plus de 90 kg lors du championnat national ivoirien (2016) ;
- champion de Côte d'Ivoire en plus de 90 kg championnat national ivoirien (2017) ;
- champion d'Afrique en plus de 90 kg au 6e championnat africain de Wushu au Bénin (2017)[3] ;
- champion de Côte d'Ivoire en plus de 90 kg du championnat national ivoirien (2018) ;
- champion de Côte d'Ivoire en équipe avec la « Team Black Panthers » (2018) au championnat national en équipe de Côte d'Ivoire ;
- champion d'Afrique en plus de 90 kg au championnat africain des clubs à Agadir au Maroc (2018).